# Oleg Pankov
Pour les articles homonymes, voir Pankov.
Oleg Pankov est un coureur cycliste soviétique (jusqu'en 1991) puis urkrainien, né le 2 août 1967 à Melitopol en Ukraine (alors intégré à l'URSS). Il a notamment participé aux Jeux olympiques de 1996 et a achevé la course sur route à la 43e place.

## Palmarès
- 1993
  - 3e du Tour du Maroc
- 1996
  -  Champion d'Ukraine sur route
  - Pologne-Ukraine :
    - Classement général
    - 1re et 5e étapes

  - 8e étape du Tour de Rhénanie-Palatinat
- 1997
  - 2e de la Leeuwse Pijl
  - 3e du Stadsprijs Geraardsbergen
  - 3e de la Ruddervoorde Koerse
  - 3e du Tour de la Haute-Sambre
- 1999
  - 2e du championnat d'Ukraine sur route
- 2001
  - 2e de la Flèche hesbignonne-Cras Avernas